# 利馬坦博區

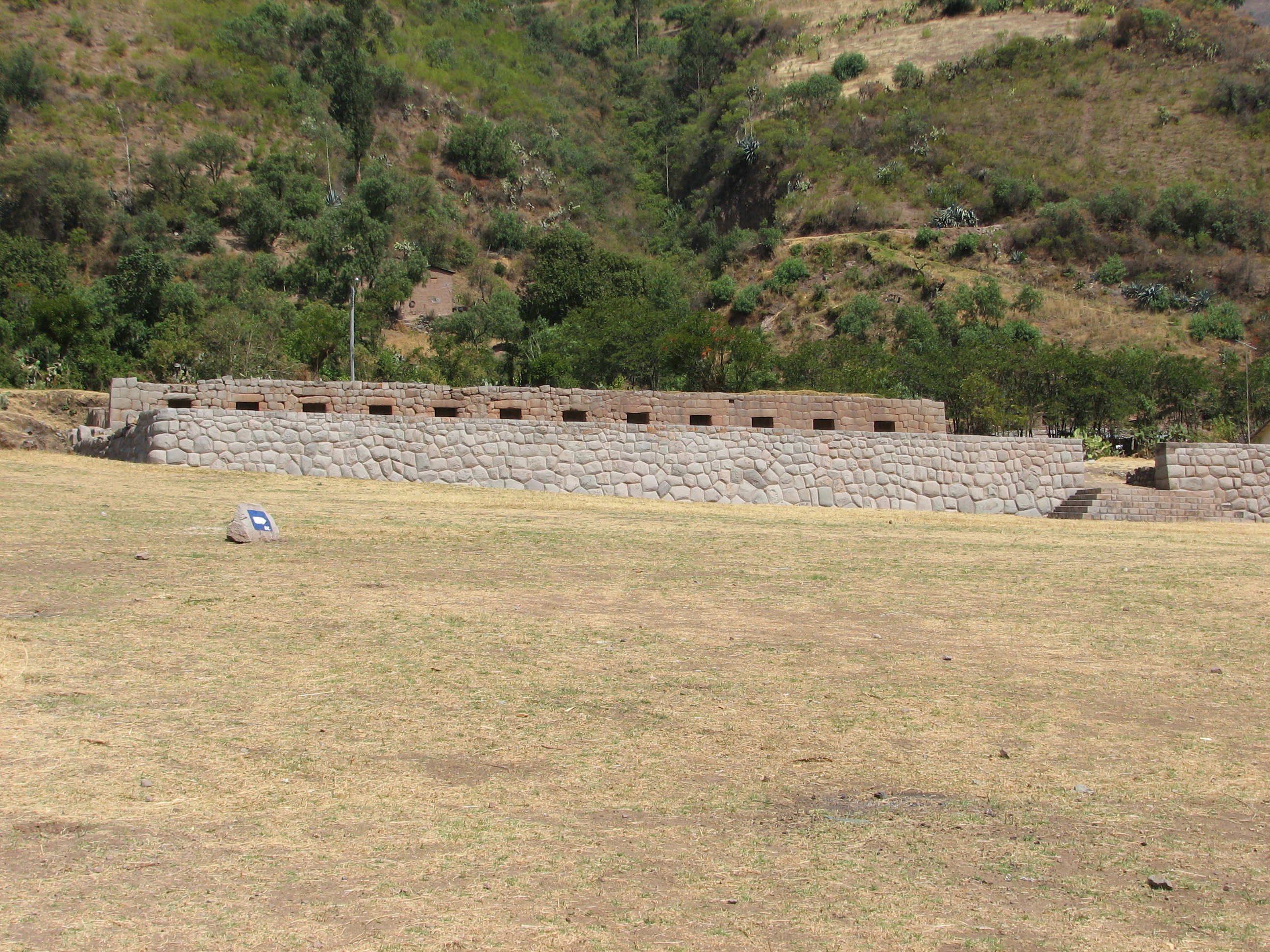

利馬坦博區（西班牙語：Distrito de Limatambo），是秘魯的一個區，位於該國南部庫斯科大區的安塔省，始建於1825年6月21日，面積512.92平方公里，海拔高度2,554米，2005年人口8,615，人口密度每平方公里17人。